# Diocesi di Ragusa

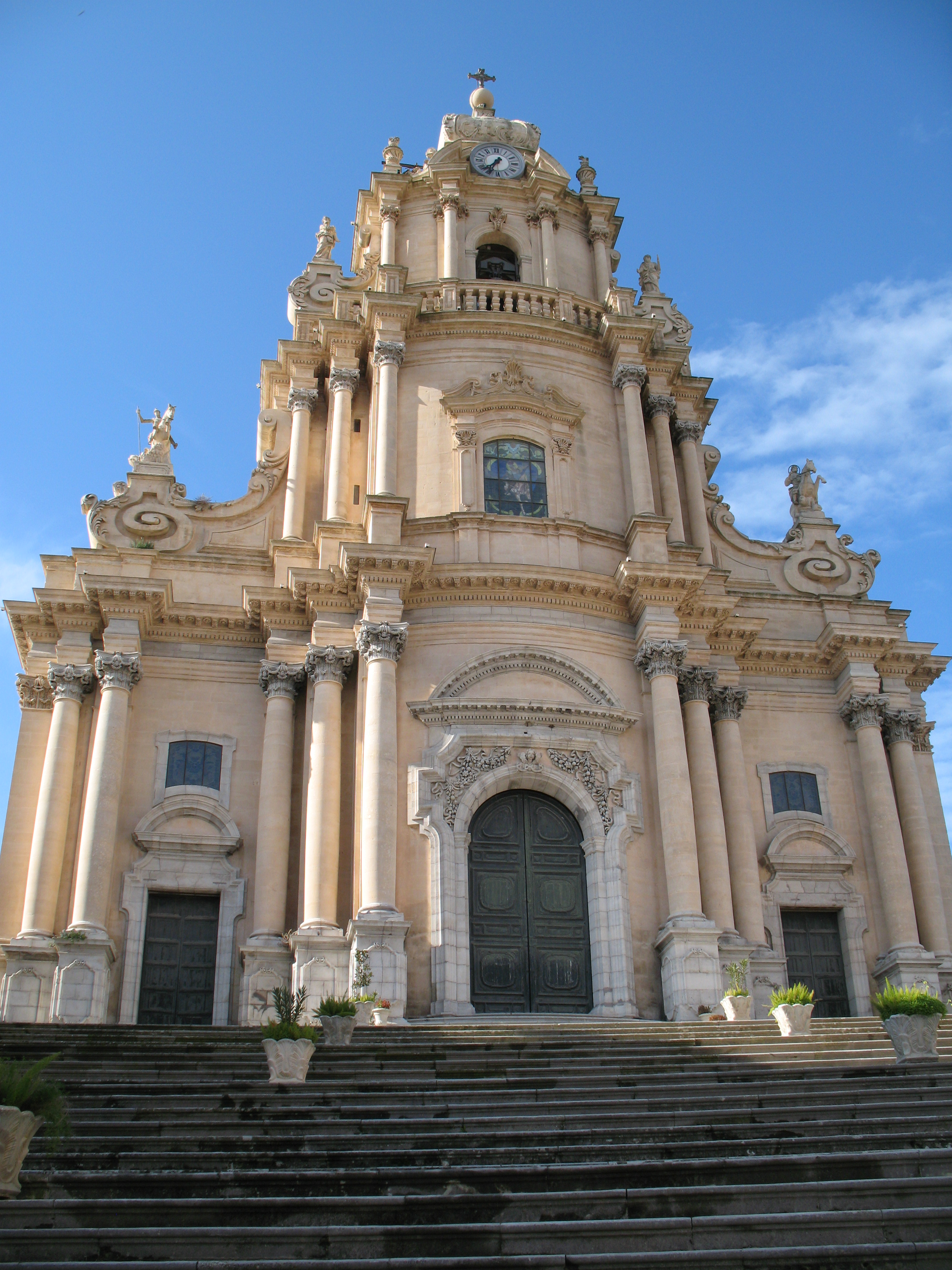
Il duomo di San Giorgio, a Ragusa

La diocesi di Ragusa (in latino Dioecesis Ragusiensis) è una sede della Chiesa cattolica in Italia suffraganea dell'arcidiocesi di Siracusa appartenente alla regione ecclesiastica Sicilia. Nel 2022 contava 216 874 battezzati su 223 852 abitanti. È retta dal vescovo Giuseppe La Placa.

## Territorio
La diocesi comprende, oltre a Ragusa, 7 comuni del libero consorzio comunale di Ragusa: Acate, Chiaramonte Gulfi, Comiso, Giarratana, Monterosso Almo, Santa Croce Camerina e Vittoria. Confina con le diocesi di Piazza Armerina, Caltagirone, Noto e con l'arcidiocesi di Siracusa.
Sede vescovile è la città di Ragusa, dove si trovano la cattedrale di San Giovanni Battista e il duomo di San Giorgio. Nel territorio sorgono anche 5 basiliche minori: le basiliche di Maria Santissima Annunziata e di Santa Maria delle Stelle a Comiso, la basilica di San Giovanni Battista a Vittoria, la basilica di Santa Maria La Nova a Chiaramonte Gulfi e la basilica di San Giovanni Battista a Monterosso Almo. Particolari centri di devozione popolare sono i santuari  della Madonna di Gulfi (interdiocesano) nel comune di Chiaramonte Gulfi, della Madonna del Carmine a Ragusa e di San Francesco d'Assisi all'Immacolata a Comiso. 
Il territorio si estende su 1.029 km² ed è suddiviso in 71 parrocchie, raggruppate in 4 vicariati.

## Storia
La diocesi fu eretta il 6 maggio 1950 con la bolla Ad dominicum gregem di papa Pio XII, ricavandone la maggior parte del territorio dall'arcidiocesi di Siracusa; il comune di Giarratana fu annesso l'11 luglio successivo, scorporandolo dalla diocesi di Noto. Contestualmente fu unita aeque principaliter all'arcidiocesi di Siracusa, di cui era suffraganea; la bolla prevedeva anche la nomina di un vescovo ausiliare con residenza a Ragusa.
Quest'erezione dava corpo ad un antico desiderio del clero e del popolo ragusano. Il palazzo per la curia episcopale (un pregevole edificio del Settecento) fu donato dai marchesi Schininà di Sant'Elia. Il 9 settembre 1950 l'arcivescovo Ettore Baranzini prese possesso ufficialmente della nuova diocesi nella cattedrale di San Giovanni Battista, alla presenza del cardinale Ernesto Ruffini, arcivescovo di Palermo, in qualità di legato papale. L'11 luglio precedente era stato nominato vescovo ausiliare Francesco Pennisi, già rettore del seminario arcivescovile di Catania.
Il 10 novembre 1951 fu istituito il capitolo della cattedrale con la bolla Ex antiqua Ecclesiae, mentre nel 1952 fu inaugurato il seminario diocesano.
Il 16 novembre 1954 con decreto della Congregazione Concistoriale la contrada San Giacomo venne scorporata dalla diocesi di Noto ed aggregata alla sede di Ragusa.
Il 1º ottobre 1955 con la bolla Quamquam est christianae di papa Pio XII la diocesi di Ragusa è stata separata dall'arcidiocesi di Siracusa e lo stesso giorno Francesco Pennisi è stato nominato primo vescovo della diocesi autonoma.

## Cronotassi dei vescovi
Si omettono i periodi di sede vacante non superiori ai 2 anni o non storicamente accertati.
- Ettore Baranzini † (6 maggio 1950 - 1º ottobre 1955 dimesso)
- Francesco Pennisi † (1º ottobre 1955 - 2 febbraio 1974 ritirato)
- Angelo Rizzo † (2 febbraio 1974 - 16 febbraio 2002 ritirato)
- Paolo Urso (16 febbraio 2002 - 7 ottobre 2015 ritirato)
- Carmelo Cuttitta (7 ottobre 2015 - 28 dicembre 2020 dimesso)
- Giuseppe La Placa, dall'8 maggio 2021

## Vescovi originari della diocesi
- Mario Russotto, vescovo di Caltanissetta
- Carmelo Ferraro, arcivescovo emerito di Agrigento
- Giambattista Diquattro (nato a Bologna ma ordinato a Ragusa), arcivescovo titolare di Giromonte e nunzio apostolico in Brasile

## Statistiche
La diocesi nel 2022 su una popolazione di 223.852 persone contava 216.874 battezzati, corrispondenti al 96,9% del totale.
| anno | popolazione | popolazione | popolazione | presbiteri | presbiteri | presbiteri | presbiteri                | diaconi | religiosi | religiosi | parrocchie |
| anno | battezzati  | totale      | %           | numero     | secolari   | regolari   | battezzati per presbitero | diaconi | uomini    | donne     | parrocchie |
| ---- | ----------- | ----------- | ----------- | ---------- | ---------- | ---------- | ------------------------- | ------- | --------- | --------- | ---------- |
| 1969 | 161.218     | 163.918     | 98,4        | 143        | 98         | 45         | 1.127                     |         | 49        | 340       | 44         |
| 1980 | 176.300     | 180.000     | 97,9        | 132        | 91         | 41         | 1.335                     |         | 48        | 371       | 56         |
| 1990 | 171.000     | 190.000     | 90,0        | 11         | 2          | 9          | 15.545                    | 1       | 13        | 295       | 71         |
| 1999 | 165.000     | 180.000     | 91,7        | 104        | 95         | 9          | 1.586                     | 7       | 11        | 257       | 71         |
| 2000 | 165.000     | 180.000     | 91,7        | 109        | 100        | 9          | 1.513                     | 8       | 11        | 257       | 71         |
| 2001 | 165.000     | 180.000     | 91,7        | 108        | 99         | 9          | 1.527                     | 8       | 15        | 257       | 71         |
| 2002 | 165.000     | 180.000     | 91,7        | 112        | 103        | 9          | 1.473                     | 8       | 11        | 257       | 71         |
| 2003 | 184.839     | 191.000     | 96,8        | 135        | 106        | 29         | 1.369                     | 8       | 37        | 256       | 71         |
| 2004 | 188.953     | 196.069     | 96,4        | 133        | 102        | 31         | 1.420                     | 8       | 35        | 248       | 71         |
| 2010 | 210.689     | 220.693     | 96,5        | 131        | 99         | 32         | 1.608                     | 8       | 45        | 236       | 71         |
| 2014 | 214.913     | 222.756     | 96,5        | 129        | 102        | 27         | 1.665                     | 8       | 45        | 208       | 71         |
| 2017 | 216.564     | 223.194     | 97,0        | 118        | 98         | 20         | 1.835                     | 9       | 29        | 223       | 71         |
| 2020 | 216.972     | 223.917     | 96,9        | 116        | 95         | 21         | 1.870                     | 9       | 27        | 216       | 71         |
| 2022 | 216.874     | 223.852     | 96,9        | 112        | 92         | 20         | 1.936                     | 6       | 27        | 218       | 71         |